# Oecanthus henryi
Oecanthus henryi is een rechtvleugelig insect uit de familie krekels (Gryllidae). De wetenschappelijke naam van deze soort is voor het eerst geldig gepubliceerd in 1936 door Chopard.